# David Ross (Diplomat)
David Ross (* 15. März 1902; † August 1984) war ein australisch-britischer Diplomat, Offizier und Luftverkehrsexperte.

## Leben

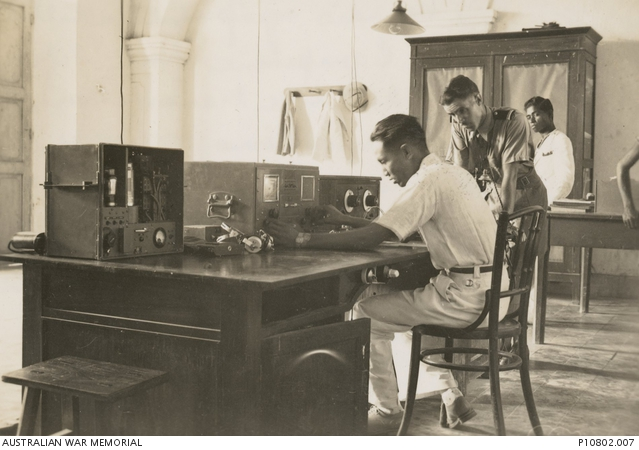
Qantas Station Superintendent D.D. Laurie mit zwei Mitarbeitern an der Funkstation in Dili

Ross trat am 31. Dezember 1915 als Fähnrich (cadet midshipman) in die Royal Australian Navy ein, nachdem er ein australienweites Stipendium gewonnen hatte. Mit 19 Jahren wurde er nach England geschickt und diente drei Jahre lang an Bord von britischen Zerstörern und Schlachtschiffen. Als nach Freiwilligen gesucht wurde, die sich zu Marinepiloten ausbilden lassen wollten, kehrte Ross 1925 dafür nach Point Cook in Australien zurück. Zum Abschluss seiner Ausbildung wurde Ross zur Royal Australian Air Force (RAAF) überstellt. Er blieb in Point Cook und wurde Flugausbilder. Später übernahm er das Kommando über eine Einheit der Marineinfanterie. Mit der RAAF war Ross zwischen Oktober und Dezember 1927 an Forschungsflügen mit Seagull-III-Flugbooten in Neuguinea beteiligt.
1931 wurde Ross Inspektor für Flugoperationen in der Abteilung für zivile Luftfahrt im Verteidigungsministerium. Von April bis Mai 1933 untersuchte er zusammen mit dem Ingenieur Des Gradiner mit einer de Havilland DH.60 Moth Strecken für eine neue Flugverbindung der Qantas Empire Airways von Darwin nach Singapur für die weiterführende Verbindung nach London. Später wurde Ross Cheffluginspektor.
Als sich der Pazifikkrieg mit Japan schon abzeichnete, wurde Ross im Dezember 1940 vom Außenministerium nach Dili in die Kolonie Portugiesisch-Timor geschickt. Er sollte den Start einer Flugbootroute der Qantas über Dili vorbereiten und erkunden, welche Pläne die Japaner hier verfolgten. 1940 hatte die japanische Nan’yō Kōhatsu 48 % der lokal dominierenden Sociedade Agrícola Pátria e Trabalho (SAPT) aufgekauft. Ross konnte innerhalb weniger Tage zusammen mit dem Marinegeheimagenten Lieutenant Whittaker einen geheimen Kanal für tägliche Funkmeldungen nach Darwin etablieren. Er entdeckte ein geheimes japanisches Flugfeld, japanische U-Boot-Aktivitäten und ein geheimes Waffenlager auf dem japanischen Seeflugzeugtender Nanyei Maru. Die europäische Bevölkerung ordnete Ross nach pro und contra gegenüber den Achsenmächten. Im Oktober 1941 wurde ein japanisches Konsulat eröffnet. Infolgedessen wurde Ross, der nun offiziell in Dili als Repräsentant für zivilen Luftverkehr lebte, zum britisch-australischen Honorarkonsul ernannt. Die Anerkennung durch die portugiesische Regierung erfolgte am 10. Dezember 1941.
Kurz darauf drang eine niederländisch-australische Militäreinheit in die Kolonie ein, um eine japanische Nutzung als Basis im Pazifikkrieg zu verhindern. Das neutrale Portugal protestierte dagegen, ging aber nicht militärisch gegen die Alliierten vor. Ross unterstützte das alliierte Kommando bei den Verhandlungen mit der portugiesischen Kolonialverwaltung. Im Februar 1942 landeten die Japaner schließlich sowohl im niederländischen als auch im portugiesischen Teil Timors und besetzten diese. Die Alliierten zogen sich in den Guerillakrieg zurück. Ross geriet gleich bei der Invasion in japanische Gefangenschaft. Er wurde unter Hausarrest gestellt. Ross durfte hier keinen Besuch empfangen und konnte sich nur mangelhaft ernähren, da es kaum noch Lebensmittel in Dili zu kaufen gab. Auch durften seine Bediensteten Dili nicht verlassen, um in der Umgebung nach Lebensmitteln zu suchen.
Zweimal entsandten die Japaner Ross zu den Guerillaeinheiten, die in den Bergen Widerstand leisteten, um sie zur Aufgabe zu bewegen, was Major Spence, der Kommandant der Sparrow Force, aber ablehnte. Ross nutzte das erste Treffen in Hatulia, um die Alliierten über die Aufstellung der japanischen Streitkräfte zu informieren und für Unterstützer der Sparrow Force Schuldscheine im Namen der britischen Regierung auf Portugiesisch zu verfassen. Am 17. März kehrte Ross zu den Japanern zurück. Im Juni wurde Ross erneut mit einer Kapitulationsforderung zu den Alliierten geschickt. Über Ainaro erreichte er schließlich am 25. Juni deren Hauptquartier in Mape. Ross war damals in einem schlechten gesundheitlichen Zustand. Er hatte diesmal kein Versprechen abgelegt, nach Dili zurückzugehen, so dass er nach Australien zurückgeschickt wurde. Am 8. Juli verließ er mit dem Landungsboot HMAS Kuru den timoresischen Küstenort Beco und erreichte Darwin am 16. Juli. Zurück in Australien wurde Ross Direktor der RAAF Transportation and Movements im Range eines Obersts (group captain). Zeitweise befehligte er den Einsatz von 123 Flugzeugen vom Typ Douglas DC-3.
Nach dem Krieg kehrte Ross als Inspektor für Flugnavigation zum Außenministerium zurück. Von 1946 bis 1947 studierte er in London und Washington, D.C., Flugverkehrverwaltung und diente als australischer Vertreter bei technischen Konferenzen der Internationalen Zivilluftfahrtorganisation in Montreal. 1948 wurde Ross zum Regionaldirektor für zivilen Luftverkehr in Western Australia ernannt. 1964 ging er in den Ruhestand.